# کوزنتسوفکا
کوزنتسوفکا (به لاتین: Kuznetsovka) یک منطقهٔ مسکونی در روسیه است که در باشقیرستان واقع شده‌است.